# Getreidekapuziner

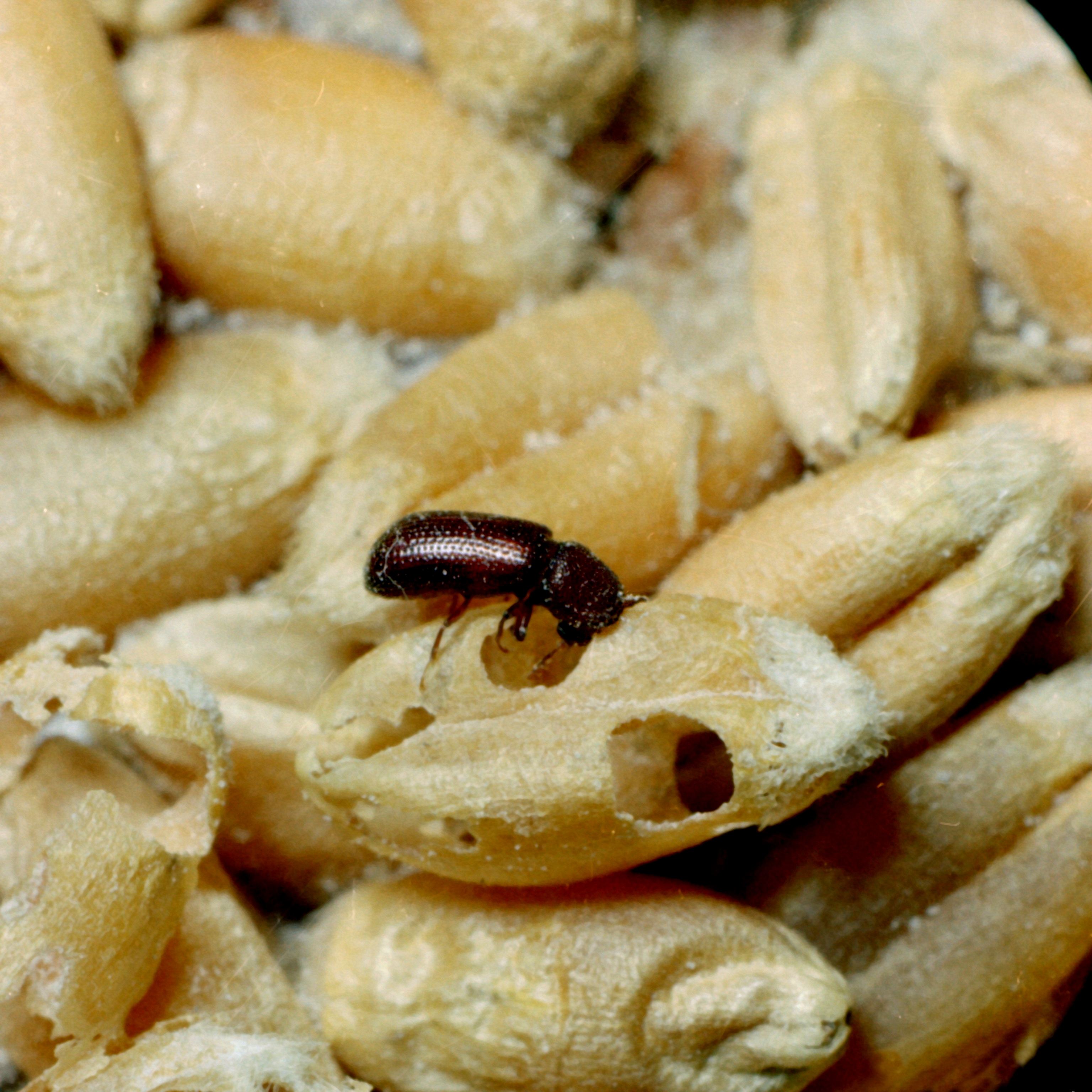
Ein Getreidekapuziner auf Getreidekörnern. Diese werden vor allem von den Larven ausgehöhlt.

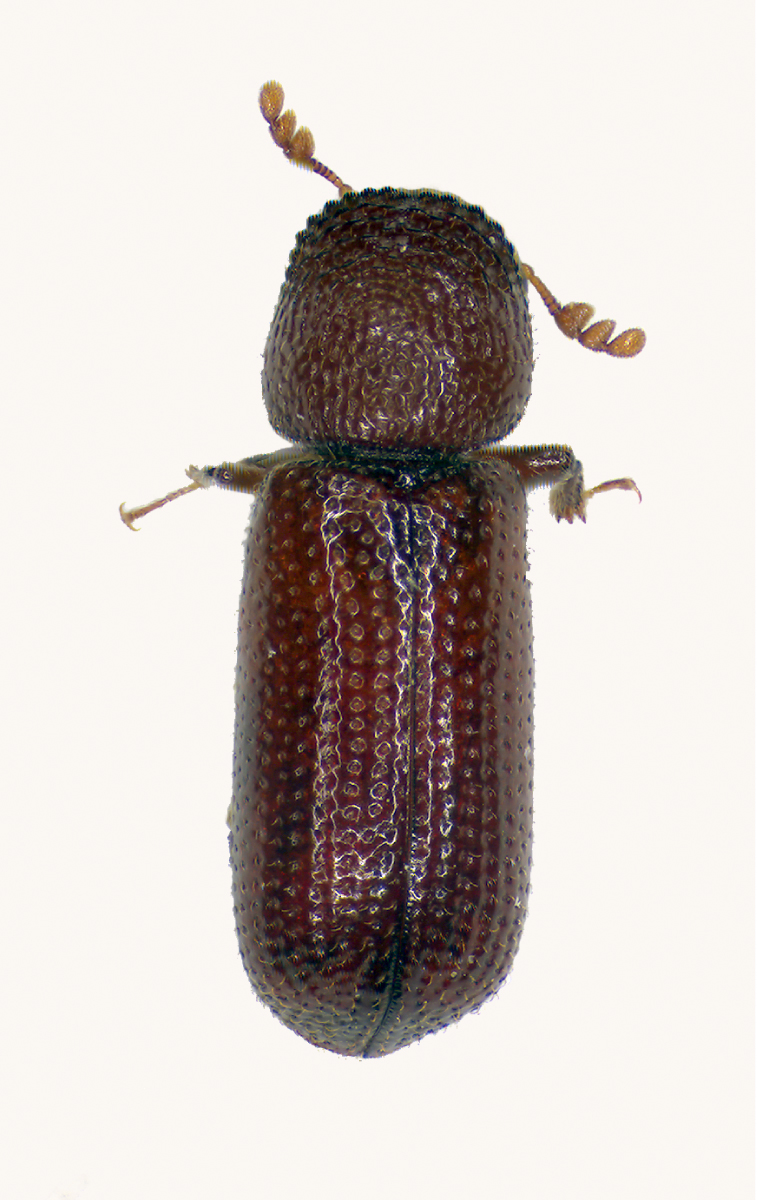
Getreidekapuziner von oben

Der Getreidekapuziner (Rhyzopertha dominica, Syn.: Rhizopertha dominica) ist ein Käfer aus der Familie der Bohrkäfer (Bostrichidae). Seinen deutschsprachigen Namen verdankt er der Tatsache, dass sein Halsschild den Kopf kapuzenartig überdeckt und sowohl die adulten Tiere als auch die Larven an Getreide fressen. In Getreidespeichern und Mühlen kann der Käfer große Schäden verursachen.

## Merkmale
Der Getreidekapuziner wird 2 bis 3 Millimeter lang. Er ist oberseits meist kastanienbraun bis dunkelbraun gefärbt, die Färbung kann auch ganz dunkel bis schwarz sein. Die Beine und die Bauchseite sind hellbraun. Sein gewölbter Halsschild, unter dem sich der Kopf verbirgt, ist so breit wie der Körper, was dem Käfer insgesamt eine walzenförmige Gestalt verleiht. Die Deckflügel sind nur schwach behaart, aber mit Längsreihen eingesenkter grober Punkte versehen, die nach hinten zu feiner werden. Solche Einsenkungen gibt es auch auf dem Halsschild, dort sind die einzelnen Punkte jedoch meist zu Furchen verschmolzen. Am Hinterende sind die Deckflügel gerundet. Dies ist eines der wichtigsten Unterscheidungsmerkmale zum Großen Kornbohrer (Prostephanus truncatus), der abgestutzte, nahezu rechteckig geformte Enden an den Flügeldecken aufweist. Die letzten drei Glieder der zehngliedrigen Antennen sind beim Getreidekapuziner ebenso wie beim Großen Kornbohrer keulenförmig und deutlich größer als die restlichen.

## Verbreitung
Der Getreidekapuziner stammt ursprünglich aus Südostasien. Im tropischen und subtropischen Klima findet er die besten Bedingungen für eine rasche Vermehrung. In den Ländern dieser Region kann sich eine Population in jedem Monat um das Zwanzigfache vergrößern und erhebliche Schäden an gelagertem Getreide, vor allem an ungeschältem Reis, aber auch an anderen Lebensmittelvorräten anrichten. Mit den Nahrungsmitteltransporten konnte sich der Käfer weltweit verbreiten. Er lebt heute als Neozoon in allen wärmeren Gebieten Asiens, in ganz Australien, in Europa einschließlich weiter Teile Nordeuropas, in Afrika und in Süd- und Nordamerika bis in den Süden Kanadas. In den USA wurde der Getreidekapuziner, der im Englischen Lesser Grain Borer genannt wird, während des Ersten Weltkrieges mit Getreidelieferungen aus Australien eingeschleppt.

## Lebensweise
Neben verschiedenen Getreidesorten wie Reis, Mais und Weizen kann der Getreidekapuziner auch andere Nahrungsquellen nutzen, darunter verschiedene Nüsse, Kakaobohnen, Hülsenfrüchte, Sonnenblumenkerne und sogar getrockneten Fisch. Er kann mit Hilfe seiner starken Mundwerkzeuge auch in Verpackungen aus Papier, Pappe oder Kunststofffolie eindringen. Neben den Schäden an den Getreidekörnern werden die Lebensmittel auch durch die Ausscheidungen der Larven und Käfer beeinträchtigt, die Geruchs- und Geschmacksbeeinträchtigungen mit sich bringen.
Bei der Aufspaltung der pflanzlichen Nahrung helfen den Käfern Endosymbionten, die in zwei Mycetomen beherbergt werden, die beiderseits des Darmtrakts der Käfer liegen. Die Anlagen für diese Mycetome werden schon embryonal gebildet und die Mikroorganismen über die Ovarien bereits im Eistadium auf die Nachkommen übertragen.
Der Getreidekapuziner ist jedoch in seiner Lebensweise nicht allein auf die Vorratshaltung des Menschen angewiesen. Die Käfer können weite Wanderungsflüge unternehmen, dabei können sie in ein bis zwei Tagen einen Kilometer zurücklegen. In gemäßigten Breiten kommt es vor allem im Frühjahr und im Herbst zu solchen Flügen, wie Studien in Kansas (USA) gezeigt haben. Die Wanderungen führen die Käfer im Herbst nicht in die Nähe von Feldern und Vorratsschuppen, sondern in die Wälder, wo sie wie ihre holzbohrenden Verwandten aus der Familie der Bohrkäfer überwintern. Die Verbreitung der Käfer aus den Wäldern zurück in die Vorratslager im folgenden Frühjahr macht eine Bekämpfung der Getreidekäfer schwierig.

## Entwicklung
Der Entwicklungszyklus des Getreidekapuziners dauert unter optimalen Bedingungen nur rund 25 Tage. Dafür sind eine Temperatur von mehr als 30 °C und eine relative Luftfeuchtigkeit von 70 Prozent erforderlich. Diese Werte sind nur in den Tropen zu erreichen, der Getreidekapuziner kann aber auch unter wesentlich ungünstigeren Bedingungen bei rund 20 °C und mindestens 30 Prozent Luftfeuchtigkeit überleben und sich fortpflanzen. Bei einer Temperatur von 25 °C dauert sein Entwicklungszyklus rund zwei Monate. Die Feuchtigkeit des Getreides darf nicht dauerhaft unter 9 Prozent fallen.
Die Weibchen legen die länglichen, durchscheinend weißen Eier einzeln oder in Gruppen bis zu 20 Stück zwischen die Getreidekörner. Ein Weibchen kann unter optimalen Bedingungen innerhalb der fruchtbaren Phase von rund sechs Monaten 500 Eier legen. Ältere Eier sind leicht rosa gefärbt, die Eihülle besteht aus zwei Schichten. Nach 6 bis 14 Tagen schlüpfen die Larven. Sie sind weiß bis cremefarben und bohren sich meist sofort in die Getreidekörner, können dies aber nur an Stellen bewerkstelligen, an denen das Korn schon verletzt ist. Spätestens im dritten Larvenstadium haben sich aber alle Larven in die Körner gebohrt. Sie ernähren sich dort hauptsächlich von den Eiweißen und weniger von der Stärke, die als Mehl durch die Löcher in der Schale des Getreidekorns nach außen transportiert wird. Von diesem Mehl können sich die Larven ernähren, die sich noch nicht in ein Korn gebohrt haben, ihre Entwicklung verlangsamt sich jedoch durch diese Lebensweise beträchtlich.
Die Larven werden von Häutung zu Häutung immer weniger agil und entwickeln sich von der Madenform immer mehr in Richtung einer c-förmigen Käferlarve. Nach dem vierten Larvenstadium erfolgt die
Verpuppung ebenfalls innerhalb des Getreidekorns, das zuvor durch die Larve ausgehöhlt wurde. Die Dauer des Puppenstadiums beträgt fünf bis sechs Tage bei einer Temperatur von 28 °C und acht Tage bei 25 °C. Nach dem Verlassen der Puppenhülle kann der Käfer noch einige Tage im Schutz des Getreidekorns verbringen, bis der Chitinpanzer ausgehärtet ist. Wenige Tage später beginnt der nächste Generationszyklus.

## Taxonomie
Die Gattung Rhyzopertha wird oft fälschlicherweise als Rhizopertha wiedergegeben, nach einem Synonym, das von Agassiz und Erichson 1845 eingeführt wurde, aber gegenüber der Bezeichnung Rhyzopertha von Stephens 1830 keine Priorität besitzt. Daher liest man in der Literatur vielfach den wissenschaftliche Namen Rhizopertha dominica, der jedoch nicht gültig ist.